# Загальні вибори в Аргентині (2023)
Загальні вибори 2023 року в Аргентині відбулися у два тури 22 жовтня та 19 листопада. На них обиралися президент, віце-президент, члени національного конгресу та губернатори провінцій. Оскільки жоден з кандидатів у президенти не набрав 45 % у першому турі, згідно з правилами конституційної реформи 1994 року, був оголошений другий тур. У другому турі переміг Хав'єр Мілей з коаліції «Свобода настає
З 1994 року президентський термін в Аргентині триває 4 роки. Він обирається у парі з віцепрезидентом, який має замінити його у разі відставки або смерті. Обраним президентом на термін з 10 грудня 2023 по 10 грудня 2027 оголошено Хав'єра Мілея, віцепрезидентом - Вікторію Вільярруель.
Крім виборів президента, було обрано 130 депутатів та 24 сенатори.

## Хід виборів
Чинний президент Альберто Фернандес мав право балотуватися на новий 4-річний термін відповідно до статті у Конституції Аргентини, проте 21 квітня 2023 року він офіційно заявив, що не висуватиме кандидатуру на переобрання, а також чинний віце-президент Крістіна Фернандес де Кіршнер на переобрання.
У першому турі Серхіо Маса з правлячої коаліції «Union for the Homeland» несподівано посів перше місце, набравши 36 % голосів проти Хав'єра Мілея з коаліції «Свобода настає», який посів друге місце з 30 % голосів. Перемога Маси в першому турі була сприйнята як невдача через інфляцію, яка спостерігалася під час перебування Маси на посаді міністра економіки.
У другому турі Мілей переміг Масу, набравши 55,7 % голосів, що є найвищим відсотком голосів з моменту переходу Аргентини до демократії. В результаті несподіваної зміни результатів першого туру Мілей випередив опитування громадської думки, які передбачали набагато ближчі перегони. Маса визнав поразку незадовго до того, як були опубліковані офіційні результати. Мілей має дати присягу як наступний президент Аргентини 10 грудня 2023.
Ці вибори проходили в невизначеності, яка виникла після економічної кризи, яка почалася в 2018 році під час президентства Маурісіо Макрі. Вона заглибилася після президентства Альберто Фернандеса з високою інфляцією. Під час виборів фіксувалися темпи інфляції, що перевищують 10 % на місяць, що є найвищим показником з 1991 році. До цього слід додати політичну кризу 2022 року, яка викликала нестабільність у владі з відставкою високопосадовців. Це є причиною повернення гасла «Нехай усі підуть», що використовували під час протестів у ході кризи 2001 року, і появи «стороннього» політика Хав'єра Мілея.

## Результати

### Президент
| Кандидат            | Кандидат            | Коаліція                | Перший тур | Перший тур | Другий тур | Другий тур |
| Кандидат            | Кандидат            | Коаліція                | Голосів    | %          | Голосів    | %          |
| ------------------- | ------------------- | ----------------------- | ---------- | ---------- | ---------- | ---------- |
|                     | Серхіо Масса        | Союз заради Батьківщини | 9 853 492  | 36,78      | 11 516 142 | 44,31      |
|                     | Хав'єр Мілей        | Свобода настає          | 8 034 990  | 29,99      | 14 476 462 | 55,68      |
|                     | Патрісія Буллріч    | Разом за зміни          | 6 379 023  | 23,81      |            |            |
|                     | Хуан Скьяретті      | Робимо для нашої країни | 1 802 068  | 6,73       |            |            |
|                     | Міріам Брегман      | Робочий лівий фронт     | 722 061    | 2,70       |            |            |
| Усього              | Усього              | Усього                  | 26 791 634 | 100,00     | 25 992 604 | 100,00     |
| дійсних бюлетенів   | дійсних бюлетенів   | дійсних бюлетенів       | 26 791 634 | 96,86      | 25 992 604 | 96,76      |
| Недійсних бюлетенів | Недійсних бюлетенів | Недійсних бюлетенів     | 451 486    | 1,63       | 453 127    | 1,69       |
| Порожніх бюлетенів  | Порожніх бюлетенів  | Порожніх бюлетенів      | 415 737    | 1,50       | 417 515    | 1,55       |
| Усього бюлетенів    | Усього бюлетенів    | Усього бюлетенів        | 27 658 857 | 100,00     | 26 863 246 | 100,00     |
| Явка виборців       | Явка виборців       | Явка виборців           | 35 854 122 | 77,14      | 35 193 985 | 76,33      |
| Джерело:            |                     |                         |            |            |            |            |